# Ambra (nome)
Ambra  è un nome proprio di persona italiano femminile.

## Varianti in altre lingue
- Francese: Ambre[2]
- Inglese: Amber[3]

## Origine e diffusione

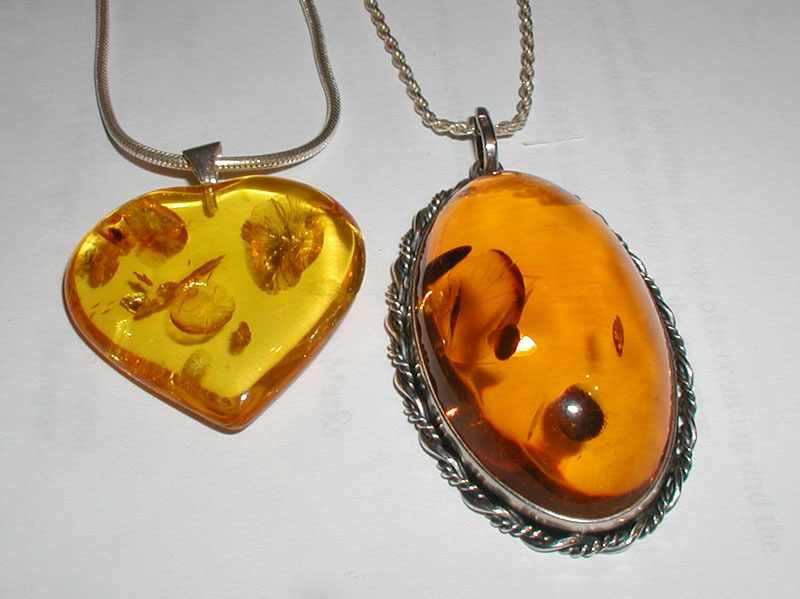
Due pendenti d'ambra

Deriva dalla parola omonima, che può indicare tanto la pietra preziosa ambra tanto quanto il colore ambra. Il termine ha la sua etimologia nell'arabo عنبر ('anbar), che indicava l'ambra grigia. In Europa il senso venne esteso, senza apparente spiegazione, anche alla resina (quella che è comunemente chiamata anche ambra), che precedentemente era chiamata electrum, da ηλεκτρον (ēlektron, propriamente "ambra"). Lo stesso significato di questo nome è condiviso anche dai nomi Gintaras ed Elettra.
La forma inglese Amber cominciò ad essere usata come nome proprio verso la fine del XIX secolo, ma divenne popolare solo dopo la pubblicazione del romanzo Ambra di Kathleen Winsor, edito nel 1944.

## Onomastico
L'onomastico può essere festeggiato il 1º novembre, ad Ognissanti, essendo un nome adespota, cioè non portato da alcuna santa.

## Persone

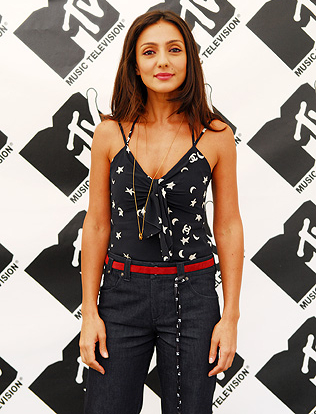
Ambra Angiolini

- Ambra Angiolini, conduttrice televisiva, cantante, attrice e conduttrice radiofonica italiana
- Ambra Lo Faro, attrice e cantante italiana
- Ambra Migliori, nuotatrice italiana
- Ambra Orfei, circense e personaggio televisivo italiana
- Ambra Vallo, ballerina classica italiana

### Variante Amber

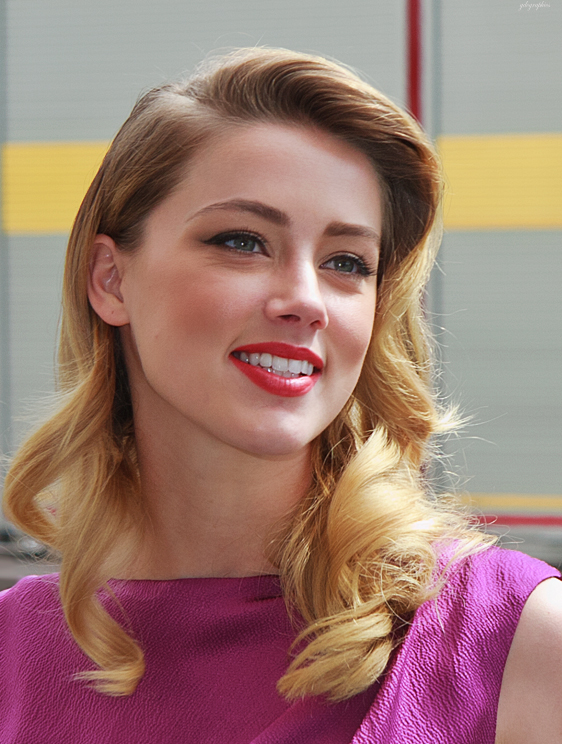
Amber Heard

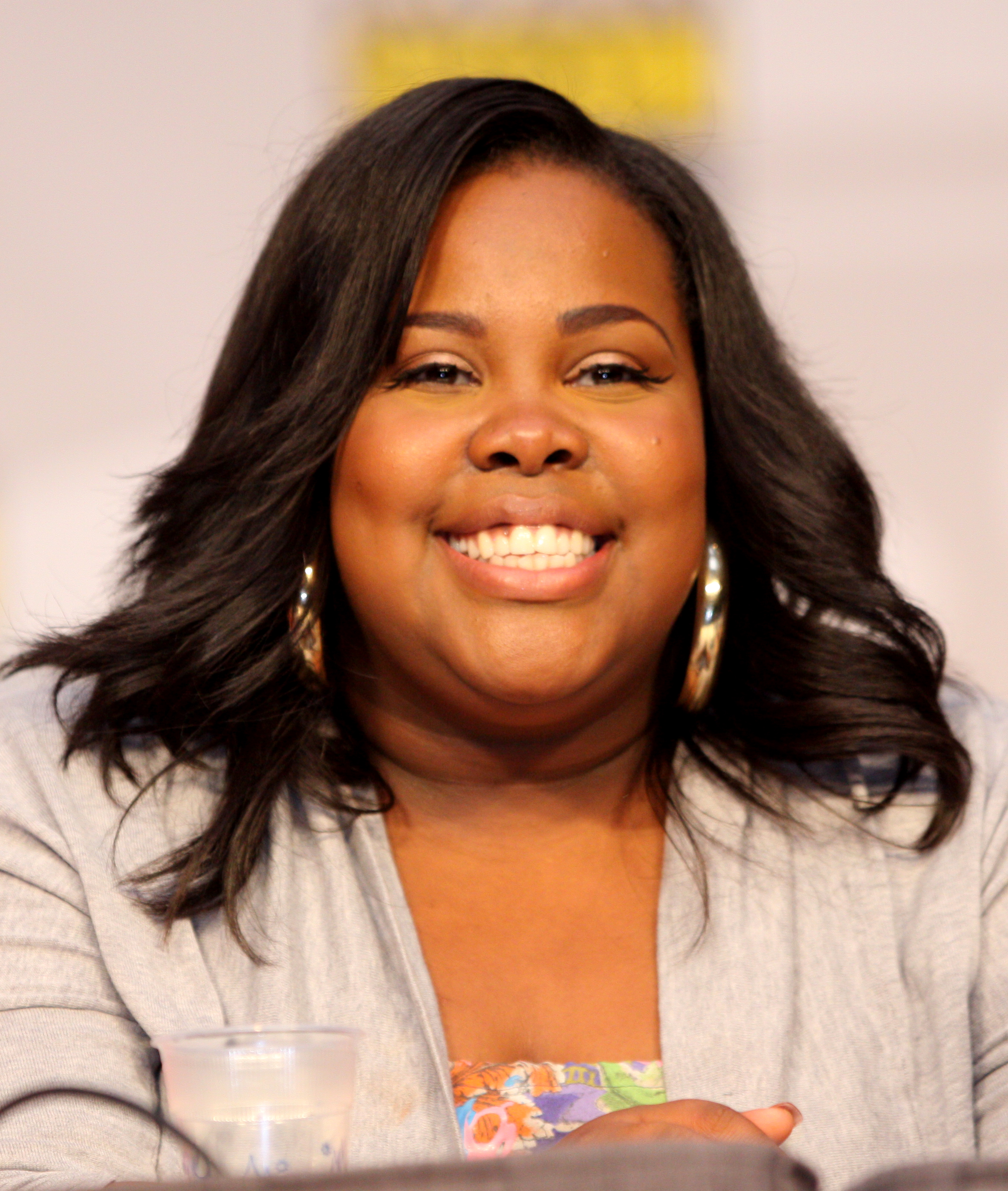
Amber Riley

- Amber Beattie, attrice e cantante britannica
- Amber Benson, attrice, ballerina, sceneggiatrice, cantante e produttrice cinematografica statunitense
- Amber Bondin, cantante maltese
- Amber Heard, attrice statunitense
- Amber Holt, cestista statunitense
- Amber Jacobs, allenatrice di pallacanestro e cestista statunitense
- Amber Kuo, cantante e attrice taiwanese
- Amber Lancaster, modella e attrice statunitense
- Amber Lynn, pornoattrice statunitense
- Amber Marshall, attrice canadese
- Amber Michaels, pornoattrice statunitense
- Amber Neben, ciclista su strada statunitense
- Amber Newman, attrice statunitense
- Amber Riley, attrice e cantante statunitense
- Amber Stachowski, pallanuotista statunitense
- Amber Stevens, attrice statunitense
- Amber Tamblyn, attrice statunitense
- Amber Valletta, attrice e modella statunitense

## Il nome nelle arti
- Amber Moore è un personaggio della soap opera Beautiful.
- Amber St.Clare è un personaggio del film del 1947 Ambra, diretto da Otto Preminger e John M. Stahl.
- Amber Tremayne è un personaggio della serie a fumetti Dampyr.
- Amber Volakis è un personaggio della serie televisiva Dr. House - Medical Division.

## Curiosità
- Lorenzo il Magnifico chiamò Ambra la sua villa di Poggio a Caiano e scrisse un poemetto in ottave, appunto Ambra, che narra il mito della omonima ambra, amata dalla divinità del fiume Ombrone, e che venne trasformata in roccia dalla dea Diana.